# Sergueï Vinogradov
Pour les articles homonymes, voir Vinogradov.
Sergueï Arsenievitch Vinogradov (en russe : Сергей Арсеньевич Виноградов), né le 1er juillet 1869 (13 juillet dans le calendrier grégorien) au village de Bolchye Soli (gouvernement de Kostroma) et mort le 5 février 1938 à Riga, est un peintre russe.

## Biographie
Il étudie de 1880 à 1889 à l'école de peinture, de sculpture et d'architecture de Moscou, notamment dans la classe d'Eugraphe Sorokine, de Vladimir Makovski et de Vassili Polenov, ainsi que d'Illarion Prianichnikov. Il reçoit son statut d'artiste en 1888. Il étudie en 1889 à l'atelier de Boris Willewalde et à celui de Carl Wenig à l'académie des beaux-arts de Saint-Pétersbourg et devient membre de la compagnie des peintres ambulants. Il est cofondateur en 1903 de la Société des artistes russes.
De 1898 à 1913, il enseigne à l'académie Stroganov de Moscou. Il est nommé académicien en 1912 et membre effectif de l'académie en 1916. Il est l'auteur de plusieurs affiches de secours et pour la Croix-Rouge russe pendant la guerre. Il parvient à émigrer dans les années 1920 en Lettonie, où il se met à enseigner, et meurt à Riga en 1938.
Il expose personnellement à Düsseldorf (1904), Paris (1906), Berlin (1907), Munich (1909 et 1913), Prague (1914), New York (1924) et Riga (1925, 1935, 1936, 1937).

## Quelques œuvres
- Le Déjeuner des ouvriers, 1890 galerie Tretiakov, Moscou
- Femmes (Babas russes), 1893, galerie Tretiakov, Moscou
- Automne au manoir, 1907, galerie Tretiakov, Moscou
- Elle joue. Fillette au piano, 1914
- Bord de mer à Aloupka 1917

## Galerie

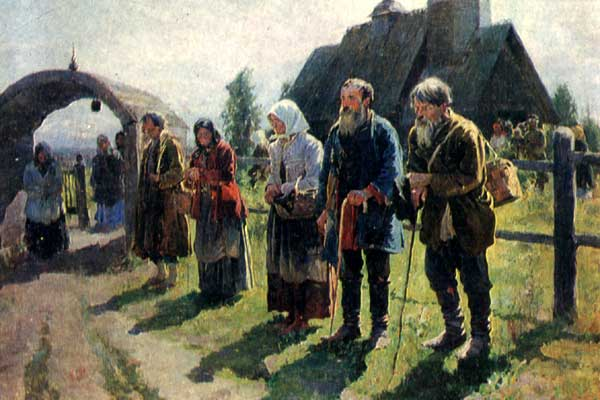
Les Mendiants (1899)
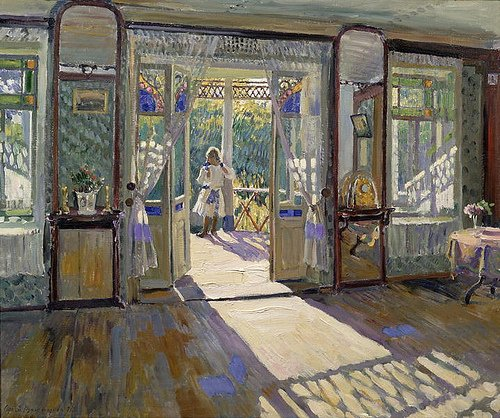
Intérieur (1913)
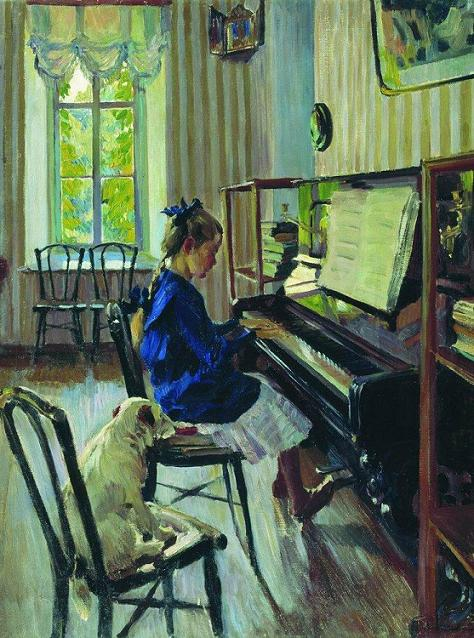
Elle joue (1914)
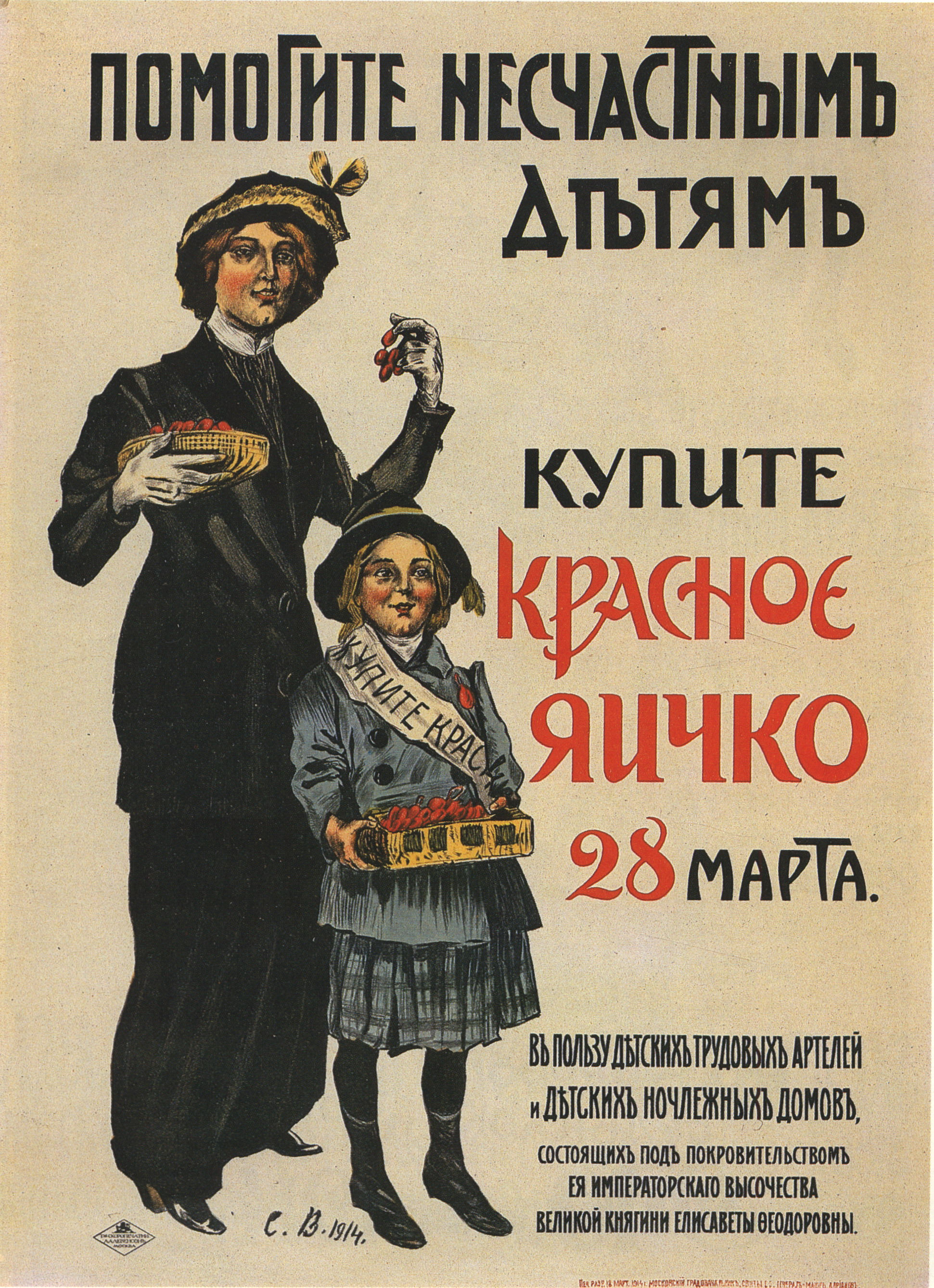
Affiche de guerre
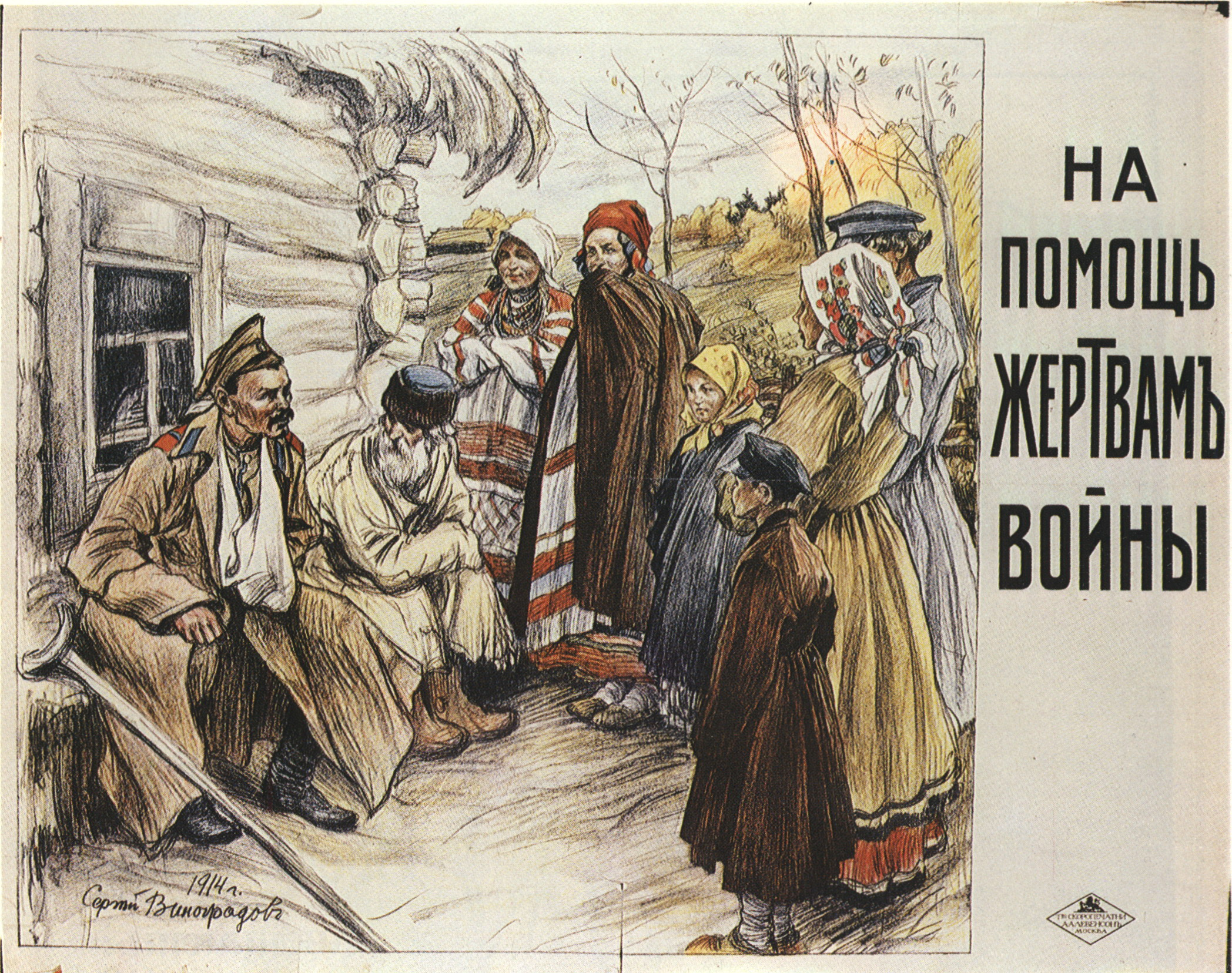
Affiche de guerre
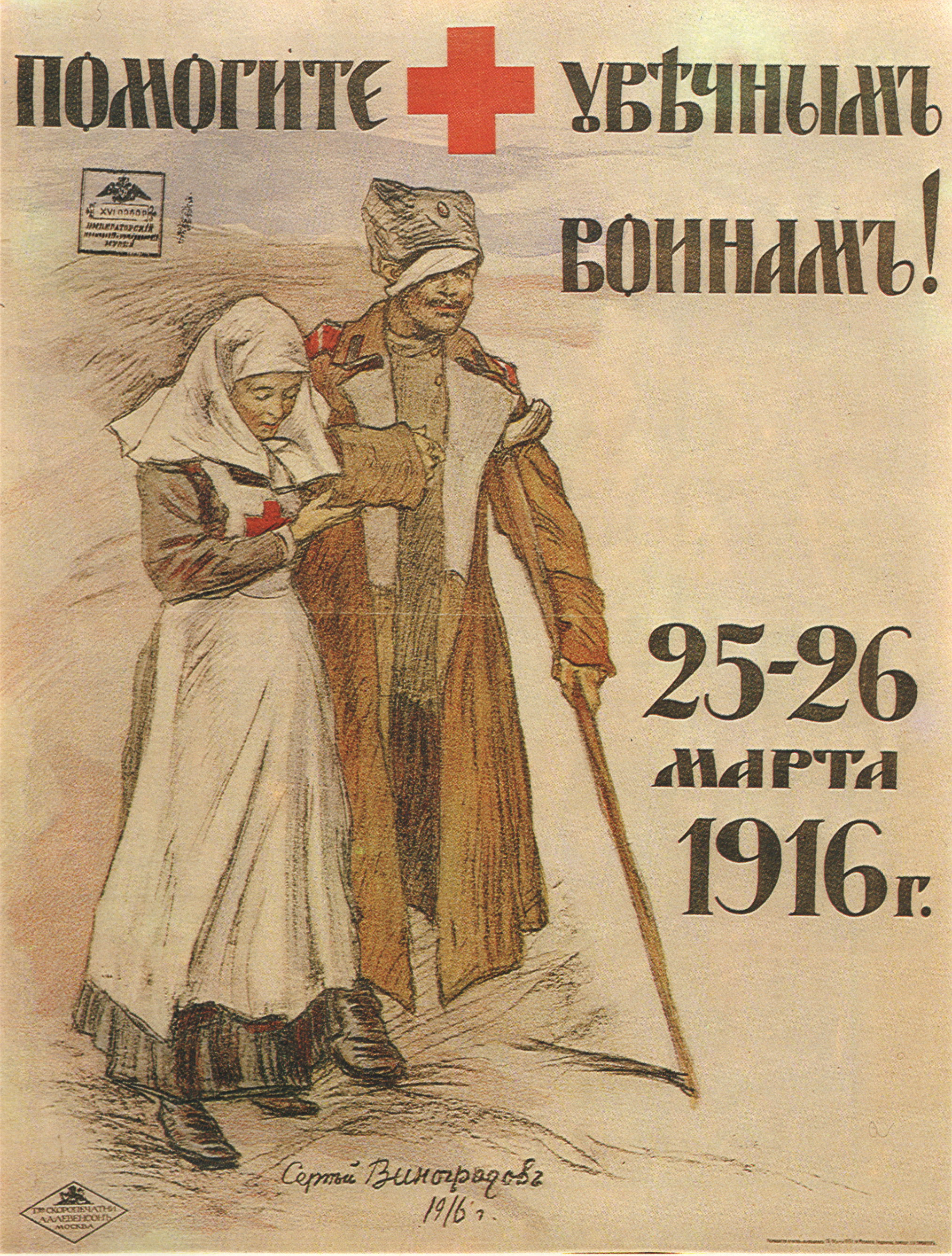
Affiche de guerre